# Cmentarz wojenny nr 391 – Kocmyrzów
Cmentarz wojenny nr 391 – Kocmyrzów – austriacki cmentarz wojenny z okresu I wojny światowej wybudowany przez Oddział Grobów Wojennych C. i K. Komendantury Wojskowej w Krakowie znajdujący się na terenie jego okręgu XI Twierdza Kraków.
Znajduje się na północny wschód od Krakowa w gminie Kocmyrzów-Luborzyca, na terenie miejscowości Kocmyrzów. Cmentarz, ze znajdującym się pośrodku krzyżem, zbudowano na skarpie, 400 m na południe od centrum miejscowości, nad drogą z Kocmyrzowa do Igołomi. Ogrodzony jest kamiennym murem i obsadzony dębami.
Pochowano na nim 59 żołnierzy austro-węgierskich oraz 7 żołnierzy rosyjskich. Znane są nazwiska 25 z nich.
Polegli w listopadzie i grudniu 1914, w styczniu i marcu 1915 oraz w styczniu 1916. Cmentarz projektował Hans Mayr.

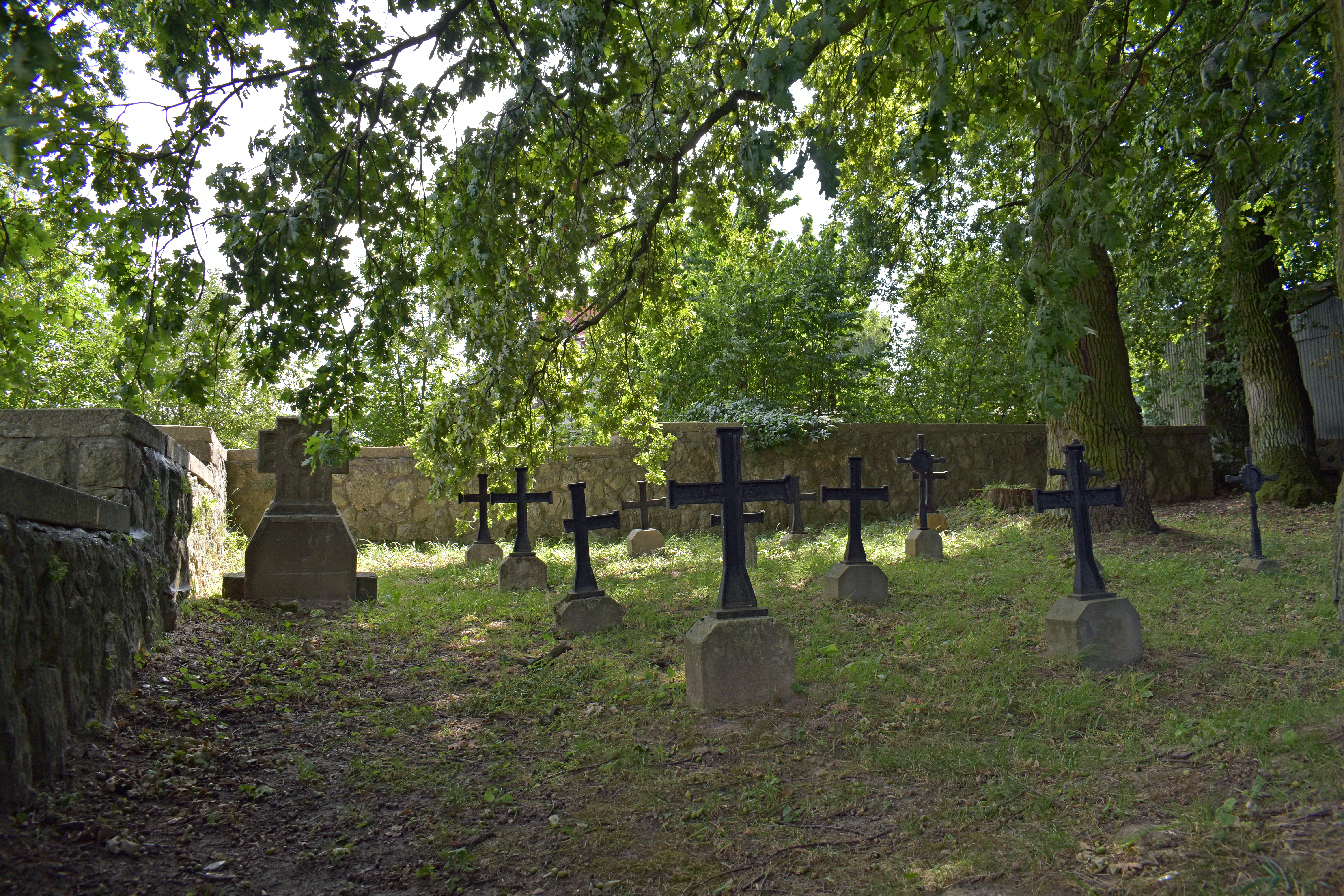
Widok ogólny.
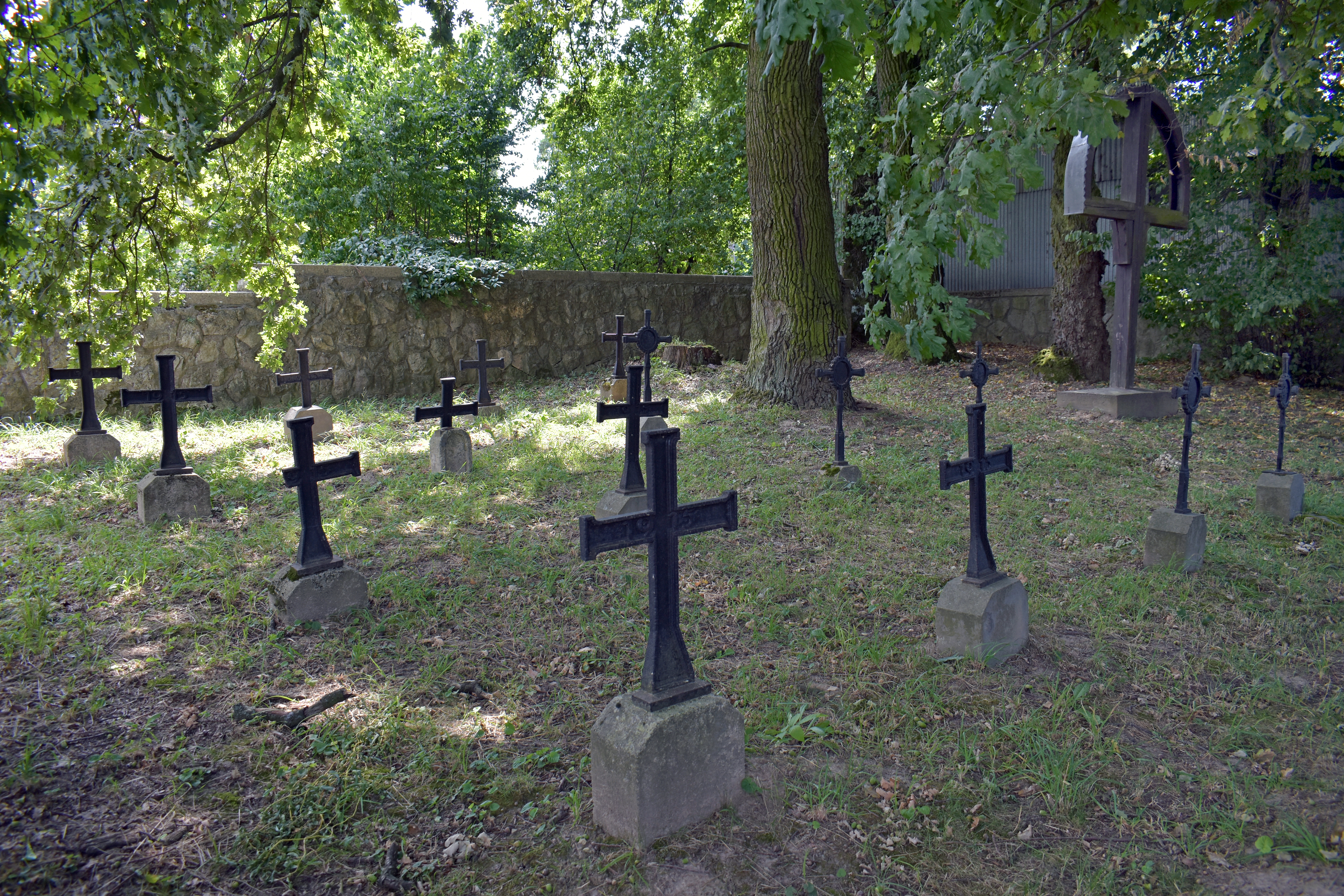
Krzyż.